# Тайны мадам Вонг
«Та́йны мада́м Вонг» — советский приключенческий фильм 1986 года режиссёра Степана Пучиняна, снятый на киностудии «Казахфильм» по сценарию Станислава Говорухина. Фильм рассказывает о легендарной королеве современных пиратов мадам Вонг.
Лидер советского кинопроката 1986 года (5-е место, 30,1 млн зрителей).

## Сюжет
Советский теплоход «Иван Бунин», зафрахтованный зарубежной туристической фирмой, совершает очередной рейс в Тихом океане по маршруту Сидней — Гонконг. В числе пассажиров оказывается глава крупного пиратского синдиката — неуловимая мадам Вонг и её подручные. Одновременно по следу синдиката идёт комиссар полиции Гонконга Томпсон, чей внук был похищен людьми мадам Вонг и которому нужно срочно найти сокровища пиратов, чтобы обменять их на внука.

## В ролях
- Армен Джигарханян — Томпсон, комиссар полиции Гонконга (русский эмигрант, сын бывшего министра правительства Российской империи)
- Серик Конакбаев — Булат, моряк теплохода «Иван Бунин» (озвучил Борис Щербаков)
- Ирина Мирошниченко — мадам Юлия Вонг, глава синдиката пиратов
- Александр Абдулов — Доул, пират
- Ованес Ванян — Клаук (Глоук[2]), пират
- Ментай Утепбергенов — Сони, пират
- Олег Ли — Ван-Лю, секретарь мадам Вонг
- Дилором Камбарова — Тиоти, служанка и телохранитель мадам Вонг
- Болот Бейшеналиев — Лу (озвучил Анатолий Ромашин)
- Лариса Лужина — фрау Шульц, директор круиза теплохода «Иван Бунин»
- Евгений Жариков — капитан теплохода «Иван Бунин»
- Альгимантас Масюлис — Стэн, начальник комиссара Томпсона (озвучил Александр Белявский)
- Булат Аюханов — Пак, пират
- Наталья Гвоздикова — бортпроводница теплохода «Иван Бунин»
- Марина Левтова — шантажистка
- Ольга Спиркина — Светлана, бортпроводница теплохода «Иван Бунин»
- Григорий Дунаев — Юрий, штурман теплохода «Иван Бунин»

## Производство
Изначально фильм планировался как продолжение знаменитой картины «Пираты XX века» (1979). Главные роли вновь должны были сыграть Николай Ерёменко-младший и Талгат Нигматулин. Но актёрам не понравился сценарий, и они отказались от съёмок. В итоге сценарий был адаптирован под других героев, а все привязки к «Пиратам XX века» были убраны. В интервью 2000 года Ерёменко-младший говорил, что нисколько не пожалел, отказавшись от съёмок.
В фильме снялся известный советский боксёр и призёр Олимпийских игр Серик Конакбаев.